# أعظم طالقاني
أعظم طالقاني (بالفارسية: اعظم طالقانی) هي صحفية، وسياسة، وناشطة في مجال حقوق المرأة في إيران. وهي كذلك ابنة محمود طالقاني.